# Helixotionella rubra
Helixotionella rubra is een mosdiertjessoort uit de familie van de Otionellidae. De wetenschappelijke naam van de soort is voor het eerst geldig gepubliceerd in 1922 door Bretnall.